# República d'Alabama
La República d'Alabama, o Estat d'Alabama, és la nomenclatura utilitzada per a referir-se a l'Estat actual d'Alabama, al sud-est dels Estats Units, en el període comprès entre l'11 de gener de 1861; fou el quart estat a escindir-se de la Unió poc abans de la presa de possessió d'Abraham Lincoln com a President, i el 4 de febrer del mateix any, quan ratificarien el seu ingrés als Estats Confederats d'Amèrica.
Enmig del Cinturó Negre d'esclaus, que eren el 45% de la població de l'Estat l'any 1860, Alabama era totalment dependent d'aquests, sent una de les més grans exportadores de cotó del món. La manca d'un lideratge fort i la radicalització del Partit Demòcrata van portar a que la gran majoria de la població estatal amb dret a vot volgués la secessió; val a dir que un reducte al nord no la va acceptar i va intentar crear un Estat independent anomenat Nickajack, donant suport a la Unió, però no van tenir èxit. Des de bon principi va ser un dels territoris que més van agitar als anomenats "Estats del cotó" per a escindir-se i salvar-se de l'"amenaça negra" de Lincoln. La conferència per a la creació de la Confederació va tenir lloc dins d'aquest territori, a Montgomery, la capital, el dia 4 de febrer de 1861, i aquell mateix dia va ingressar a la flamant nova nació.